# Стрельба в Сил-Бич
Стрельба в Сил-Бич — чрезвычайное происшествие, случившееся 12 октября 2011 года примерно в 13:21 по местному времени в городке Сил-Бич округа Ориндж, штат Калифорния.
В официальном пресс-релизе Департамента полиции Сил-Бич происшествие названо «величайшей трагедией в истории нашего города» (the biggest tragedy in the history of our city).

## Инцидент
В среду 12 октября 2011 года около 13:21 по местному времени белый мужчина, одетый в бронежилет и вооружённый тремя пистолетами, ворвался в местную парикмахерскую «Salon Meritage» и открыл стрельбу по находящимся там людям. Сообщается, что ещё ранее, перед тем как напасть на парикмахерскую, этот же мужчина застрелил одного человека на парковке близ «Salon Meritage».
Сразу после нападения, длившегося около 9 минут, стрелявший попытался скрыться с места преступления на автомобиле, но был задержан полицейскими примерно в километре от места трагедии. Сопротивления при задержании он не оказал.

## Жертвы
На месте погибли 6 человек, ещё двое скончались позже в больнице.
Ранен один  — это 73-летняя Хэтти Стретц (Hattie Stretz).

### Погибшие
1) Дэвид Кауетте (David Caouette), 64 года. Убит на парковке у своей машины недалеко от салона.
2) Рэнди Ли Фэниен (Randy Lee Fannin), 62 года. Владелец парикмахерской.
3) Виктория Бьюззо (Victoria Buzzo), 54 года. Работник парикмахерской.
4) Мишель Дашбах Фаст (Michelle Daschbach Fast), 47 лет. Работник парикмахерской.
5) Мишель Мари Фурнье (Michelle Marie Fournier), 48 лет. Работник салона. Бывшая жена нападавшего.
6) Люсия Бернис Кондас (Lucia Bernice Kondas), 65 лет. Клиент салона красоты.
7) Лаура Вебб (Laura Webb), 46 лет. Работник салона, дочь Хэтти Стретц.
8) Кристи Линн Уилсон (Christy Lynn Wilson), 46 лет. Работник парикмахерской.

## Злоумышленник
Злоумышленник задержан. Им оказался местный житель Скотт Эванс Декраай (Scott Evans Dekraai), 42-х лет.
Официальной версии мотивов преступления пока не выдвинуто, однако, как сообщается во многих СМИ, возможной причиной поведения Эванса Декраая мог послужить конфликт по поводу опеки над ребёнком с его бывшей женой Мишель Мари Фурнье (они находятся в разводе с 2007 года), работавшей в этой парикмахерской. Бывшая супруга злоумышленника, по сообщениям полиции, числится среди убитых. Известно, что за день до стрельбы — 11 октября 2011 года — Декраай проиграл судебный процесс по вопросу опекунства над их общим ребенком.
В результате обыска, произведённого в автомобиле Декраая, выяснилось, что злоумышленник возил с собой целый арсенал всевозможного оружия.
Стало также известно, что Декраай — бывший матрос, страдающий от посттравматического стресса, вызванного инцидентом на море.

## Траур
14 октября 2011 года объявлен в Сил-Бич днём траура.

## Реакция властей
Тони Ракаукас (Tony Rackauckas), прокурор округа Ориндж, заявил, что Декрааю будет предъявлено обвинение в убийстве восьми человек при особых обстоятельствах и что прокуратура будет добиваться смертной казни для Декраая.

## Расследование и суд
29 ноября 2011 года Декрааю было предъявлено официальное обвинение в убийстве первой степени восьми человек при отягчающих обстоятельствах и одном покушении на убийство; при этом он отказался признавать свою вину.
Начало судебного процесса несколько раз переносилось: первоначально оно было назначено на 25 марта 2013 года, позже было перенесено на ноябрь 2013 года, а затем — на 24 марта 2014 года, что объясняется просьбами адвоката Декраая о необходимости получше подготовиться к процессу; родственники жертв убийства высказывают недовольство постоянными переносами начала слушаний.
22 сентября 2017 года 48-летний Скотт Эвен Деркай был приговорен к пожизненному заключению без права на условно-досрочное освобождение.